# Karangasem (Sedan)
Karangasem is een bestuurslaag in het regentschap Rembang van de provincie Midden-Java, Indonesië. Karangasem telt 2578 inwoners (volkstelling 2010).